# Générargues
Générargues este o comună în departamentul Gard din sudul Franței. În 2009 avea o populație de 698 de locuitori.

## Evoluția populației
| An        | 1975 | 1982 | 1990 | 1999 | 2006 | 2009 |
| --------- | ---- | ---- | ---- | ---- | ---- | ---- |
| Populație | 406  | 491  | 546  | 639  | 684  | 698  |